# Myzakkaia kuwanais
Myzakkaia kuwanais är en insektsart. Myzakkaia kuwanais ingår i släktet Myzakkaia och familjen långrörsbladlöss. Inga underarter finns listade i Catalogue of Life.